# Duo Jamaha
Duo Jamaha (do roku 2014 Duo Yamaha) je hudební těleso skládající se z otce Alfonze a jeho syna Mariána Kotvanových pocházejících ze západoslovenského regionu Záhoří. Jejich spolupráce začala v roce 2002, kdy mladší z dvojice končil základní uměleckou školu a jeho otec se rozhodl zanechat hudební spolupráce se svým kolegou, s nímž byť tehdy vystupoval, příliš se mu společné hraní nezamlouvalo a hledal k sobě nového partnera. Zkusil proto svého syna a spolupráce se osvědčila.
Oba umělci hrají na klávesy a svou hudební produkci doplňují zpěvem. Otec Alfonz navíc ovládá akordeon a syn Marián zas bicí. Repertoár dvojice představují československé lidové či moderní písně a hity hrané na zábavách. Za svá vystoupení obdrželi i ocenění. Vedle koncertů vystupují od přelomu let 2012 a 2013 také v televizi Šlágr TV, v níž mají svůj vlastní pořad. Spolupráce s televizí rozšířila počty jejich fanoušků. V rozhovoru pro Českobudějovický deník oba protagonisté dua uvedli, že koncertují pouze ve svém volném čase a že vedle toho ještě chodí do zaměstnání.
Duo se objevilo také ve filmu Muzzikanti (2017), kde si zahráli s Martinem Dejdarem. Na základě společného účinkování pak Dejdar podle serveru iDNES.cz plánoval vzájemnou spolupráci prohloubit a uvažoval o společném turné.

## Diskografie
- Veselica (jako Duo Yamaha) – 1 CD + 1 DVD (2012)
- Elixír mladosti (jako Duo Yamaha) – 3 CD + 1 DVD (2012)
- Pre potešenie (jako Duo Yamaha) – 1 CD + 1 DVD (2013)
- Od Vás pre Vás – 1 CD + 1 DVD (2014)
- Na párty jadranskej – 1 CD + 1 DVD (2014)
- Vianočný darček – 1 CD + 1 DVD (2014)
- Tancuj dokola – 1 CD + 1 DVD (2015)
- Zábava mix – 1 CD + 1 DVD (2016)
- Vítáme Vás – 1 CD + 1 DVD (2016)
- Život je dar – 1 CD + 1 DVD (2017)
- Jediná – 1 CD + 1 DVD (2018)
- Otec a syn – 1 CD + 1 DVD (2020)
- Roztočíme to! – 1 CD + 1 DVD (2023)

### Kompilace
- Dolina, dolina (jako Duo Yamaha) – 2 DVD (2013)
- Děti z Pirea (jako Duo Yamaha) – 1 CD + 1 DVD (2013)
- Od A do Z – Deluxe edition – 4 CD (2015)
- Najkrajšie slaďáky – 2 CD +1 DVD (2016)
- 20 zlatých – 1 CD + 1 DVD (2018)
- Vláček Jamaháček – 1 CD + 1 DVD (2018)
- Nej hity od A do Z – 3 CD (2019)

### Ostatní
- Valentýn s Jamahou – 2 DVD (2014)
- Na opáčkach u Dua Jamaha – 3 DVD (2014)
- Vianoce s Duo Jamaha – 2 DVD (2014)
- Vianočný pozdrav od Duo Jamaha – 2 DVD (2015)